# Rue Castellane
Pour l’article homonyme, voir Rue de Castellane.
La rue Castellane (en occitan : carrièra Castelana) est une voie de Toulouse, chef-lieu de la région Occitanie, dans le Midi de la France.

## Situation et accès

### Description
La rue Castellane est une voie publique. Elle se trouve dans le quartier Saint-Aubin.
La chaussée compte une seule voie de circulation automobile en sens unique, de la rue Gabriel-Péri vers le boulevard Lazare-Carnot dans sa première partie, et de la rue Gabriel-Péri vers la rue des Sept-Troubadours dans sa deuxième partie. Elle appartient à une zone 30 et la vitesse y est limitée à 30 km/h. Il n'existe ni bande, ni piste cyclable, quoiqu'elle soit à double-sens cyclable sur toute sa longueur.

### Voies rencontrées
La rue Castellane rencontre les voies suivantes, dans l'ordre des numéros croissants :
1. Boulevard Lazare-Carnot
2. Rue Gabriel-Péri
3. Rue des Sept-Troubadours

## Odonymie
La rue est nommée en hommage à Joseph Léonard, marquis de Castellane (1761-1845), issu de la branche d'Esparron de la maison de Castellane, installée à Saint-Paul-Trois-Châteaux. Élève au collège de Juilly, il fait une carrière militaire comme sous-lieutenant au régiment du Roi en 1778, puis major en second en 1788. En 1780, il épouse Marie d'Andrieu de Moncalvel et ils occupent le château de Scopont et l'hôtel particulier de la rue Croix-Baragnon, à Toulouse (actuel no 10). Pendant la Révolution française, il émigre entre 1791 et 1801. Fidèle à la monarchie lors de la Restauration, il est fait maréchal de camp par Louis XVIII, puis conseiller municipal entre 1818 et 1830. Il s'intéresse également aux lettres – il est mainteneur des Jeux floraux – et à l'histoire – il fonda en 1831 la Société archéologique du Midi de la France,. Entre 1845 et 1860, la rue prit le nom du rue du Cirque, à cause de la proximité du Cirque toulousain (emplacement de l'actuel no 80 boulevard Lazare-Carnot), mais elle ne le conserva pas.

## Patrimoine et lieux d'intérêt
- no  15 : hôtel Joseph Ducuing (1919, Antonin Ducuing)[4].